# Anicla ignicans
Anicla ignicans är en fjärilsart som beskrevs av Achille Guenée 1852. Anicla ignicans ingår i släktet Anicla och familjen nattflyn. Inga underarter finns listade i Catalogue of Life.